# Esquí de fons als Jocs Olímpics d'hivern de 2010 - esprint per equips femení
Als Jocs Olímpics d'Hivern de 2010 celebrats a la ciutat de Vancouver (Canadà) es disputà una prova d'esquí de fons en categoria femenina en la modalitat d'esprint per equips, que unida a la resta de proves conformà el programa oficial dels Jocs.
Aquesta prova es disputà el 22 de febrer de 2010 a les instal·lacions esportives del Whistler Olympic Park. Hi participaren un total de 36 esquiadores de 18 comitès nacionals diferents.

## Resum de medalles
| Or                                                | Argent                             | Bronze                                      |
| Alemanya Evi Sachenbacher-Stehle · Claudia Nystad | Suècia Charlotte Kalla · Anna Haag | Rússia Irina Khazova · Natalya Korostelyova |

## Resultats

### Semifinals
Mànega 1
| Pos. | Dorsal | CON       | Nom                                       | Temps   | Notes |
| ---- | ------ | --------- | ----------------------------------------- | ------- | ----- |
| 1    | 6      | França    | Karine Laurent Philippot Laure Barthélémy | 18:42.2 | Q     |
| 2    | 1      | Itàlia    | Magda Genuin Arianna Follis               | 18:43.0 | Q     |
| 3    | 3      | Alemanya  | Evi Sachenbacher-Stehle Claudia Nystad    | 18:43.5 | Q     |
| 4    | 8      | Polònia   | Kornelia Marek Sylwia Jaśkowiec           | 18:44.1 | q     |
| 5    | 4      | Rússia    | Irina Khazova Natalya Korostelyova        | 18:48.0 | q     |
| 6    | 2      | Finlàndia | Riitta-Liisa Roponen Riikka Sarasoja      | 18:53.8 | q     |
| 7    | 5      | Japó      | Nobuko Fukuda Madoka Natsumi              | 19:51.7 |       |
| 8    | 9      | Ucraïna   | Kateryna Grygorenko Maryna Antsybor       | 19:55.6 |       |
| 9    | 7      | Suïssa    | Bettina Gruber Silvana Bucher             | 20:04.6 |       |

Mànega 2
| Pos. | Dorsal | CON             | Nom                                | Temps   | Notes |
| ---- | ------ | --------------- | ---------------------------------- | ------- | ----- |
| 1    | 12     | Suècia          | Charlotte Kalla Anna Haag          | 18:35.9 | Q     |
| 2    | 11     | Noruega         | Astrid Jacobsen Celine Brun-Lie    | 18:47.2 | Q     |
| 3    | 16     | Estats Units    | Caitlin Compton Kikkan Randall     | 18:48.9 | Q     |
| 4    | 14     | Canadà          | Daria Gaiazova Sara Renner         | 18:54.9 | q     |
| 5    | 10     | Eslovènia       | Katja Visnar Vesna Fabjan          | 18:58.9 |       |
| 6    | 15     | Kazakhstan      | Oxana Jatskaja Elena Kolomina      | 19:33.6 |       |
| 7    | 17     | Belarús         | Ekaterina Rudakova Olga Vasiljonok | 19:52.3 |       |
| 8    | 13     | Estònia         | Triin Ojaste Kaija Udras           | 20:02.2 |       |
| 9    | 18     | R.P. de la Xina | Man Dandan Li Hongxue              | 20:02.7 |       |

### Final

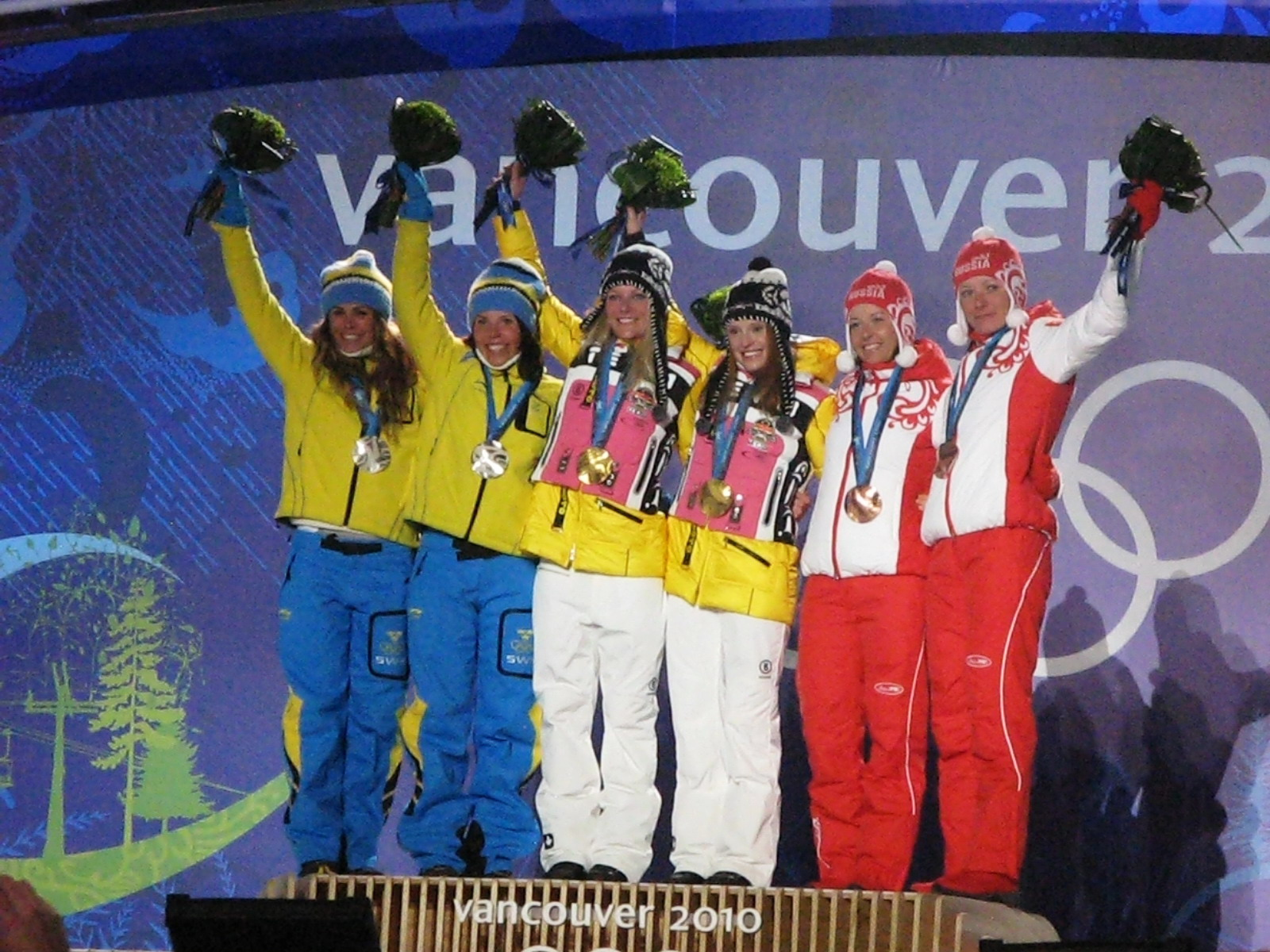
Podi final als Jocs Olímpics.

| Pos. | Dorsal | CON          | Nom                                       | Temps   | Dif.    |
| ---- | ------ | ------------ | ----------------------------------------- | ------- | ------- |
| 1    | 3      | Alemanya     | Evi Sachenbacher-Stehle Claudia Nystad    | 18:03.7 | +0.0    |
| 2    | 12     | Suècia       | Charlotte Kalla Anna Haag                 | 18:04.3 | +0.6    |
| 3    | 4      | Rússia       | Irina Khazova Natalya Korostelyova        | 18:07.7 | +4.0    |
| 4    | 1      | Itàlia       | Magda Genuin Arianna Follis               | 18:14.2 | +10.5   |
| 5    | 11     | Noruega      | Astrid Jacobsen Celine Brun-Lie           | 18:32.8 | +29.1   |
| 6    | 16     | Estats Units | Caitlin Compton Kikkan Randall            | 18:51.6 | +47.9   |
| 7    | 14     | Canadà       | Daria Gaiazova Sara Renner                | 18:51.8 | +48.1   |
| 8    | 2      | Finlàndia    | Riitta-Liisa Roponen Riikka Sarasoja      | 18:56.6 | +52.9   |
| 9    | 8      | Polònia      | Kornelia Marek Sylwia Jaśkowiec           | 18:59.1 | +55.4   |
| 10   | 6      | França       | Karine Laurent Philippot Laure Barthélémy | 19:04.2 | +1:00.5 |